# Col de Bramont
Pour les articles homonymes, voir Bramont.
Le col de Bramont est un col du massif des Vosges, situé à 955 m d'altitude. Il sépare la Lorraine et l'Alsace et représente la limite départementale entre les Vosges – commune de La Bresse – et le Haut-Rhin – commune de Wildenstein.
La route du col, praticable toute l'année, présente du côté alsacien un profil très tortueux enchaînant quatorze virages en épingle.
Une petite route goudronnée, le chemin Béry, part du col vers le sud en direction du col de la Vierge (1 067 m), permettant de rejoindre soit le Grand Ventron, soit le lac des Corbeaux.

## Histoire
Le col a été frontalier entre 1873 et 1918. Pendant la Seconde Guerre mondiale, une voie stratégique permettant de rejoindre la route des Crêtes a été tracée un kilomètre en contrebas du côté de la Bresse. Cette voie, la D 34a, est encore dénommée la « route des Américains ». Elle aboutit près du Rainkopf.